# Tarsem King, Baron King of West Bromwich

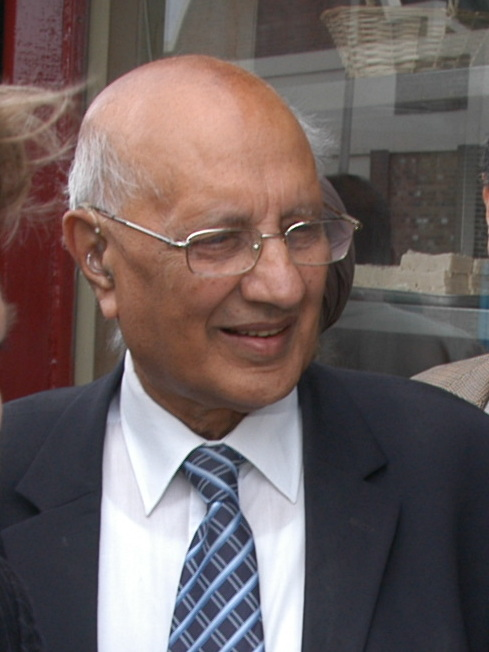
Lord King of West Bromwich, 2011

Tarsem King, Baron King of West Bromwich JP (* 24. April 1937 im Punjab, Britisch-Indien; † 9. Januar 2013 in London, England) war ein britischer Politiker der Labour Party, der seit 1999 als Life Peer Mitglied des House of Lords war.

## Leben
King war unter anderem von 1960 bis 1962 als Assistent bei der Labour Party tätig und absolvierte nach einer Arbeit als Trainee in einer Gießerei in den Jahren 1964 bis 1965 ein Studium der Mathematik. Im Anschluss war er zunächst zwischen 1968 und 1974 Lehrer sowie später von 1974 bis 1990 stellvertretender Leiter der Mathematikabteilung an einer Schule. 1990 gab er seine Lehrertätigkeit auf und wechselte in die Privatwirtschaft, wo er zwischen 1990 und 2007 Geschäftsführer des Unternehmens Sandwell Polybags Ltd war.
Neben seiner beruflichen Tätigkeit begann King Ende der 1970er Jahre seine politische Laufbahn in der Kommunalpolitik und war für die Labour Party zwischen 1979 und 2007 Mitglied des Rates des Metropolitan Borough Sandwell sowie 1982 stellvertretender Bürgermeister und von 1997 bis 2001 Vorsitzender des Rates. 1987 wurde er Friedensrichter von West Bromwich.
Durch ein Letters Patent vom 22. Juli 1999 wurde King als Baron King of West Bromwich, of West Bromwich in the County of West Midlands, zum Life Peer erhoben. Kurz darauf erfolgte seine Einführung ins House of Lords. Im Oberhaus gehörte er zur Fraktion der Labour Party.
2001 war King Bürgermeister von Sandwell sowie von 2002 bis 2007 Vorsitzender des Stadtkomitees von West Bromwich. Außerdem engagierte er sich als Trustee des South Staffordshire Water Disconnections Charitable Trust und als Vizepräsident des Christlichen Vereins Junger Menschen (YMCA) in West Bromwich. Lord King wurde 2008 der Ehrentitel eines Alderman sowie 2009 eines Freeman des Metropolitan Borough Sandwell verliehen und erhielt fernen einen Ehrendoktor (Hon. Ph.D.) der University of Wolverhampton.
Tarsem King starb am 9. Januar 2013, im Alter von 75 Jahren, auf dem Londoner Bahnhof Euston an einem Herzinfarkt.